# 山陽TVイブニングニュース
『山陽TVイブニングニュース』（さんようテレビ イブニングニュース）は、山陽放送で1971年10月4日から放送されている、瀬戸内ローカルのニュース番組である（協力・山陽新聞）。日本の民間放送では最古参の夕方のワイドニュース番組の１つである。
2005年4月に冠の"山陽TV"から"RSK"へと改題されている。この項は一時期を除いて"山陽TV"と名乗っていた2005年3月までについて述べる。
2005年4月以降についてはRSKイブニングニュースの項を参照すること。天気予報として月・水・金に『ヤン坊マー坊天気予報』を内包していた。
なおこの番組のテーマソングは、スポットニュース番組である「山陽TVニュース 山陽放送・山陽新聞」においても短縮版のものが使われていた。

## 放送時間
| 期間    | 期間   | 平日          | 土曜日        | 日曜日        |
| ------- | ------ | ------------- | ------------- | ------------- |
| 1971.10 | 1977.3 | 18:15 - 18:30 | （放送無し）  | （放送無し）  |
| 1977.4  | 1990.3 | 18:00 - 18:30 | 18:00 - 18:30 | （放送無し）  |
| 1990.4  | 2000.3 | 18:30 - 19:00 | 18:15 - 18:30 | 17:50 - 18:00 |
| 2000.4  | 2002.3 | 18:19 - 19:00 | 18:15 - 18:30 | 17:20 - 17:30 |
| 2002.4  | 2005.3 | 18:19 - 18:55 | 18:15 - 18:30 | 17:20 - 17:30 |

1990年4月、それまで『JNNニュースコープ』として18:30から放送されていた全国ニュース枠が18:00に移動され、『JNNニュースの森』が放送開始された関係で放送時間の枠が交換された。
途中、2003年4月から2004年3月までは平日は『イブニングワイド21 イブニングニュース』として放送されていた。
2000年頃に2部制を敷いており、第1部は後に『街かどイブニング』という別番組として独立した。

## 出演者
※は後身の『RSKイブニングニュース』も続投。
- 松田通男(初代[4]。1971年10月-?)後の1985年時点で企画局次長、1995年時点で取締役。
- 片山健(初代[4]。1971年10月-?)後に報道部副部長、初代JNNベイルート支局長を歴任。
- 末田倫子
- 山田和雄
- 石田好伸※（1989年3月-2005年3月）
- 近藤季樹※（1996年4月-2005年3月。途中、病気療養で半年ほど中断期間あり）
- 玉木邦夫※
- 松嶋信之
- 志賀隆之
- 島田博
- 太田雅仁
- 垂井佳子
- 木島京子
- 大橋里美
- 遠藤寛子
- 坤徳ひとみ※
- 小林章子※
- 中村恵美(月曜)
- 花村恭子(天気)
- 森下真由美
- 河原祥子※
- 小沢典子

ほか